# Ryan Dunn

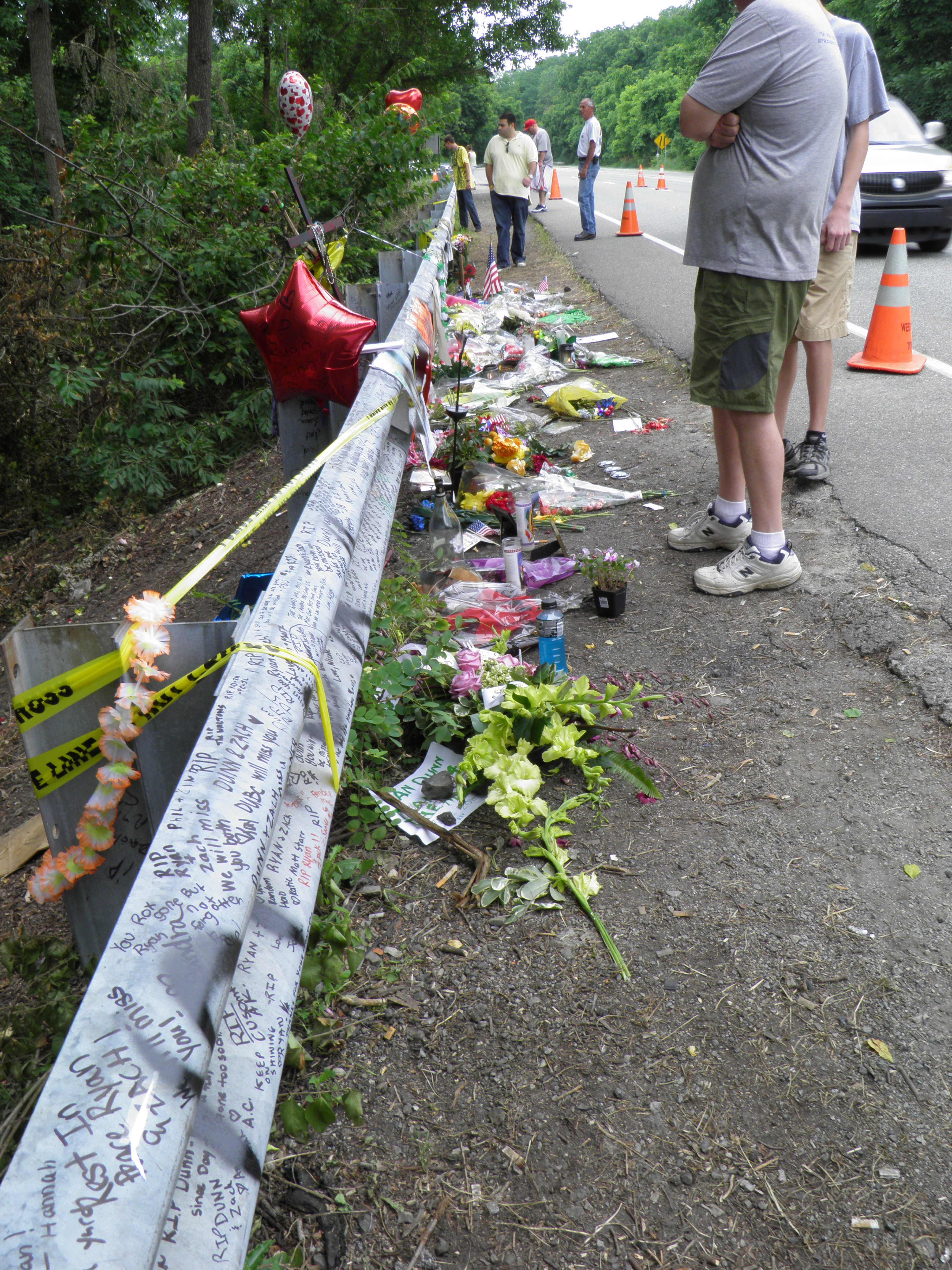
Blommor vid platsen för bilolyckan.

Ryan Matthew Dunn, även kallad Random Hero, född 11 juni 1977 i Medina, Ohio, död 20 juni 2011 i West Goshen Township, Chester County, Pennsylvania (i en bilolycka), var en amerikansk TV-personlighet, känd från TV-programmen Jackass och Viva La Bam.
Dunn medverkade även i CKY-filmerna och filmen Haggard. Haggard handlar om Ryans ex-flickvän som ständigt var otrogen mot honom. Han hade också ett eget TV-program vid namn Homewrecker på MTV. Programmet handlar om hämnd och heminredning, där Dunn hjälpte folk att hämnas genom att göra en hemsk heminredning.

## Död
Den 20 juni 2011, tidigt på morgonen lokal tid, avled Dunn i en bilolycka i West Goshen Township, Pennsylvania. Vid tiden för olyckan tros Dunn ha kört i 210 km/h där hastighetsbegränsningen var 88 km/h, och att han hade 1,96 promille alkohol i blodet, mot tillåtna 0,8 promille. Bilen krockade med ett skyddsräcke, flög ut i skogen, landade i ett träd och började brinna. Dunns vän Zachary Hartwell, som även var produktionsassistent i Jackass 2, omkom också i olyckan. Enligt uppgift kunde Dunn identifieras tack vare sina tatueringar.